# Mercury Comet
Mercury Comet var en amerikansk kompaktbil utvecklad av Edsel Division inom Ford Motor Company och blev till följd av märkets nedläggning överförd till Mercury, tillverkad åren 1960 – 1969 och 1971 – 1977.
Comet var ursprungligen avsedd som en Edselmodell, men samtidigt som Edsel tvingades läggas ner som bilmärke hösten 1959, fortsatte Mercury-Edsel-Lincoln Division (M-E-L) planenligt lanseringen av kompaktbilen Comet. Man raderade framgångsrikt ut allt som både utseende- och imagemässigt kunde kopplas till "Edsel" och lät istället modellen stå helt på egna ben (som fristående märke) fram till 1962 då den blev en undermodell till Mercury. Tvärt emot fallet med Edsel blev kompaktbilen Comet en succé och M-E-L Division sålde hela 116 331 bilar av 1960 års modell, vilket endast är knappt 2 000 färre än samtliga Edselbilar producerade under tre årsmodeller.

## Modellnamn och produktionsår
Nedanstående lista presenterar respektive modell i kronologisk ordning efter introduktionstillfälle:
- Comet (1960 - 63, 1968 - 69, 1971 - 77)
- S-22 (1961 - 63)
- Custom (1962 - 63)
- Villager (1962 - 63, 1967)
- 202 (1964 - 67)
- 404 Custom (1964 - 65)
- 404 Villager (1964 - 65)
- Caliente (1964 - 67)
- Cyclone (1964 - 67[1])
- 202 Voyager (1966)
- Capri (1966 - 67)
- Capri Villager (1966)
- Cyclone GT (1966 - 67)
- Voyager (1967)